# Ostrostrelna puška
Ostrostrelne puške so poseben tip pušk, saj so namenjene natančnemu zadevanju sovražnikovih ciljev na večje razdalje. Zaradi tega so ostrostrelne puške opremljene s strelnim daljnogledom, imajo težjo in bolje obdelano cev in so posebej pristreljane. Ostrostrelne puške po navadi predstavljajo višek orožarske industrije pehotnega orožja in so zelo cenjene.

## Delitev

### po načinu delovanja
- repetirke
- polavtomatske puške
- avtomatske puške

### po kalibru
- navadne ostrostrelne puške
- protimaterialne ostrostrelne puške